# Bernie Ibini-Isei
Bernie Ibini-Isei (* 12. října 1992 Port Harcourt, Nigérie) je australský fotbalista, v současnosti hraje za australský klub Western Sydney Wanderers FC.
Narodil se v Nigérii, ale poté rodiče emigrovali do Austrálie. Vyrůstal na západním předměstí Sydney. O fotbal se začal zajímat už ve svých 6 letech, hrál za místní klub Earlwood Wanderers. Má sestru Princess, která hraje v australské U20.